# Philesturnus
Philesturnus (лат.) — род птиц семейства новозеландских скворцов. Включает 2 вида: седлоспинная гуйя (Philesturnus carunculatus) и Philesturnus rufusater.
Эндемики Новой Зеландии. Исторически птицы рода жили в лесах по всему архипелагу. С появлением людей птицы на большей части ареала, сохранились только на охраняемых территориях, где отсутствуют завезённые человеком хищные млекопитающие.
Птицы среднего размера, до 25 см длиной. Внешне очень похожи на скворцов, с закруглённой головой, сильным и заострённым удлинённым клювом, крепкими ногами с хорошо развитыми когтями, закруглёнными крыльями и относительно коротким клиновидным хвостом.
В оперении преобладают оттенки чёрного: область у основания хвоста, спина и крылья имеют цвет лесного ореха. У самцов у основания клюва имеется карункулы (мясистые отростки кожи) красно-оранжевого цвета. У самок карункулы коричневые, меньшего размера, или вообще отсутствуют.
Живут в небольших стаях. Летают неохотно. Передвигаются по земле или по кустарникам, перепрыгивая с ветки на ветку. Питаются насекомыми, их личинками, ягодами, фруктами, нектаром. Образуют моногамные пары. Чашеобразное гнездо строят в зарослях, невысоко над землёй. Яйца насиживает самка, за птенцами ухаживают оба партнера.